# УНІДРУА
УНІДРУА (ЮНІДРУА, UNIDROIT — з франц. Institut international pour l'unification du droit privé — Міжнародний інститут з уніфікації приватного права) - міжнародна незалежна міжурядова організація.
Штаб квартира знаходиться на вілі Альдобрандіні в Римі. Створена в 1926 році як допоміжна організація Ліги Націй. Перезаснована в 1940.
Основною метою Міжнародного інституту уніфікації приватного права є дослідження шляхів і способів гармонізації приватного права окремих держав і створення умов для поступового прийняття різними державами уніфікованих норм приватного права.

## Членство
Зараз членами УНІДРУА є 63 держави з п'яти континентів, які представляють різні правові, економічні та політичні системи, а також різні культурні традиції. Для членства в цій організації слід приєднатися до її Статуту. 
Члени УНІДРУА: 
Аргентина, Австралія, Австрія, Болівія, Бельгія, Бразилія, Болгарія Канада, Чилі, Китай, Колумбія, Хорватія, Куба, Кіпр, Чехія, Данія, Єгипет, Естонія, Фінляндія, Франція, Німеччина, Греція, Угорщина, Індія, Індонезія, Іран, Ірак, Ірландія, Ізраїль, Італія, Японія, Латвія, Литва, Люксембург, Мальта, Мексика, Нідерланди, Нікарагуа, Нігерія, Норвегія, Пакистан, Парагвай, Польща, Португалія, Республіка Корея, Сербія, Румунія, Російська Федерація, Сан Марино, Саудівська Аравія, Словаччина, Словенія, ПАР, Іспанія, Швеція, Швейцарія, Туніс, Туреччина, США, Велика Британія, Уругвай, Венесуела, Ватикан.
Україна не є членом організації (проте, у 2006 році приєдналась до Конвенцій УНІДРУА про міжнародний фінансовий лізинг  та про міжнародний факторинг).

## Конвенції
Діяльність УНІДРУА переважно зосереджена на підготовці проектів багатосторонніх міжнародних договорів про уніфікацію правових норм із різних питань цивільного та торговельного права. Інститут підготував понад 70 проектів конвенцій у різних галузях міжнародного приватного права. Часто інші міжнародні організації уповноважують УНІДРУА підготувати проект конвенції або провести попередні порівняльно-правові дослідження, які стали б основою для укладання міжнародних документів у рамках цих організацій. 
В рамках діяльності УНІДРУА розроблені та впроваджені:
- Конвенція про однаковий закон про міжнародну купівлю-продаж товарів 1964 р.,
- Конвенція про договір про туризм 1970 р.,
- Конвенція про представництво під час міжнародної купівлі-продажу товарів 1983 р.,
- Конвенція про міжнародний фінансовий лізинг 1988 р.,
- Конвенція про міжнародний факторинг 1988 р.,
- Конвенція з питань викрадених або незаконно вивезених культурних цінностей 1995 р.

## Принципи УНІДРУА
УНІДРУА також займається розробкою та вдосконаленням інструментів так званого «мʼякого права», до якого, насамперед, належать Принципи міжнародних комерційних контрактів (Принципи УНІДРУА), вперше видані у 1994 р., та доповнені в 2004, 2010, 2016 р.
Принципи УНІДРУА підлягають застосуванню, коли сторони обумовлюють це у контракті. Крім того, принципи застосовуються при вирішенні спорів у міжнародних арбітражах, якщо сторони визначають, що контракт регулюється загальними принципами права або Lex mercatoria. Тобто використання Принципів знімає проблему застосування колізійних норм і заповнює пробіли в регулюванні відносин між сторонами, які є резидентами різних держав.
Поряд із іншими документами, які традиційно відносять до «мʼякого права» у сфері регулювання контрактних відносин (насамперед це Принципи Європейського контрактного права), Принципи УНІДРУА є підтвердженням тенденції підвищення ролі міжнародно-правової уніфікації та подальшого розвитку автономної, наддержавної системи регулювання відносин у сфері міжнародної торгівлі, так званого «права торгівців» — Lex mercatoria.
Крім того, Принципи, як узагальнення передового досвіду правового регулювання контрактів, можуть використовуватись як модель для національних або міжнародних законодавців.

## Програмна діяльність
Правова природа інструментів УНІДРУА. Основним завданням УНІДРУА є підготовка сучасних і, де це є доречним, гармонізованих єдиних правил для приватного права. 
Технічний підхід до гармонізації або уніфікації. Незалежний статус надає Інституту можливість використовувати робочі методи, які зробили його зручним майданчиком для вирішення, насамперед, технічних, а не політичних питань.
Фактори, що визначають вибір предмета регулювання. Нові технології, комерційна діяльність та ін. вимагають нових рішень і, в тому випадку, коли угоди є міжнаціональними за своєю природою, вони повинні бути гармонізовані. Вибір предмета для гармонізації або для уніфікації здебільшого залежить від бажання держави прийняти зміни свого законодавства на користь більш уніфікованого міжнародного регулювання певного питання. Юридичні та інші аргументи на користь гармонізації повинні завжди бути точно зважені і оцінені. Також має бути чітко визначена сфера застосування нових уніфікованих правил, тобто чи будуть вони застосовуватися лише до ситуацій з міжнародним елементом, або вони також будуть регулювати внутрішні національні правовідносини.
Робота в дослідницьких групах. Як тільки певні правовідносини включаються в Робочу програму УНІДРУА, Секретаріат, іноді користуючись допомогою експертів у певній сфері, готує дослідження, що стосується здійсненності певного проекту і / або попередній порівняльний правовий звіт для того, щоб оцінити необхідність і реальність здійснення правової реформи. У разі, коли для здійснення реформи необхідні певні фінансові ресурси, проводиться оцінка економічної сторони проекту. Звіт, який також може містити чорновий варіант майбутніх принципів або уніфікованих правил, подається на розгляд Керуючому радою. Якщо Керуючий радою задоволений наданим звітом, він дає вказівку Секретаріату створити відповідну дослідницьку групу, традиційно очолювану членом Ради, для підготовки попереднього варіанту Конвенції або іншого документа, із зазначених вище. Членство в таких дослідницьких групах, як правило, складаються з експертів, визначається Секретаріатом, який створює максимально збалансований склад з представників різних правових і економічних систем, а також географічних регіонів.
Стадія міжурядових переговорів. Попередній варіант прийнятого документа, розроблений дослідницькою групою, представляється Керуючому раді для затвердження і отримання рекомендацій щодо майбутніх кроків, які необхідно зробити. Зазвичай, при поданні попереднього варіанту Конвенції, Секретаріат скликає комітет урядових експертів, який обробляє попередній варіант конвенції і представляє її для підписання дипломатичної конференції.
УНІДРУА підтримує тісні контакти і зв'язки зі своїми сестрами-організаціями, як міжурядовими, так і неурядовими, які найчастіше полягають в укладанні договорів про співробітництво.